# متابولیسم پروتئین
متابولیسم پروتئین بیانگر فرایندهای مختلف بیوشیمیایی مسئول سنتز پروتئین‌ها و آمینو اسیدها (آنابولیسم) و تجزیه پروتئین‌ها توسط کاتابولیسم است.
مراحل سنتز پروتئین شامل رونویسی، ترجمه و تغییرات ترجمه پس از ترجمه است. در حین رونویسی ،RNA پلیمراز یک ناحیه کد کننده از DNA را در یک سلول تولید یک توالی RNA، به ویژه RNA پیام رسان (mRNA) رونویسی می‌کند. این توالی mRNA حاوی کدون است: ۳ قطعه طولانی نوکلئوتیدی که کد یک اسید آمینه خاص را رونویسی می‌کند. ریبوزوم‌ها کدون‌ها را به اسیدهای آمینه مربوطه ترجمه می‌کنند. در انسان، اسیدهای آمینه غیر ضروری از واسطه‌ها در مسیرهای اصلی متابولیک مانند چرخه اسید سیتریک ساخته می‌شوند. اسیدهای آمینه ضروری باید مصرف شوند و در موجودات دیگر ساخته می‌شوند. اسیدهای آمینه توسط پیوندهای پپتیدی به هم متصل می‌شوند و یک زنجیره پلی پپتیدی ایجاد می‌کنند. این زنجیره پلی پپتیدی سپس تغییرات پس از ترجمه را به صورت متوالی پشت سر می‌گذارد و گاهی اوقات با سایر زنجیره‌های پلی پپتیدی پیوند می‌خورد تا یک پروتئین کاملاً کاربردی تشکیل شود.
پروتئین‌های غذایی ابتدا توسط آنزیم‌های مختلف و اسید کلریدریک موجود در دستگاه گوارش به اسیدهای آمینه جداگانه تجزیه می‌شوند. این اسیدهای آمینه به جریان خون جذب می‌شوند تا به کبد و به بعد به بقیه بدن منتقل شوند. جذب اسیدهای آمینه به‌طور معمول مورد استفاده برای ایجاد پروتئین‌های عملکردی، اما همچنین ممکن است برای برای ایجاد انرژی استفاده شودپروتئین‌ها می‌توانند توسط آنزیم‌های مشخص به پپتیداز تجزیه شوند یا در نتیجه دناتوراسیون تجزیه شوند. پروتئین‌ها می‌توانند در شرایط محیطی را تغییر دهند کاری که وظیفهٔ اصلی آنها نیست.

## سنتز پروتئین
آنابولیسم پروتئین فرایندی است که پروتئین‌ها از اسیدهای آمینه تشکیل می‌شوند. این روش به پنج فرایند بستگی دارد: سنتز آمینو اسید، رونویسی، ترجمه، اصلاحات پس از ترجمه و تاشو پروتئین. پروتئین‌ها از اسیدهای آمینه ساخته می‌شوند. در انسان، برخی از اسیدهای آمینه را می‌توان با استفاده از واسطه‌های موجود موجود سنتز کرد. این اسیدهای آمینه به عنوان اسیدهای آمینه غیر ضروری شناخته می‌شوند. اسیدهای آمینه ضروری به مواد واسطه ای که در بدن انسان وجود ندارد، احتیاج دارند. این واسطه‌ها باید مصرف شوند، بیشتر از خوردن موجودات دیگر.

### سنتز اسید آمینه
| آمینو اسید | R-گروه ‡                           | مسیر * |
| گلیسین | -H                                 | سرین + THF → گلیسین (هیدروکسی متیل ترانسفراز)                                                                             |
| آلانین | CH 3 -                             | پیروات → آلانین (آمینوترانسفراز)                                                                                          |
| والین § | (CH3)2-CH-                         | هیدروکسی اتیل-TPP + پیروات → α-استولاکتات → والین                                                                         |
| لوسین § | (CH 3) 2 -CH-CH 2 -                | هیدروکسی اتیل-TPP + پیروات → α-ketobutyrate → لوسین                                                                       |
| ایزولوسین §                                                                                                   | CH 3 -CH 2 -CH (CH 3) -            | هیدروکسی اتیل-TPP + پیروات → α-استولاکتات → ایزولوسین                                                                     |
| متیونین § | CH 3 -S- (CH 2) 2 -                | هموسیستئین → متیونین (متیونین سنتاز)                                                                                      |
| پرولین | - (CH 2) 3 -                       | اسید گلوتامیک → گلوتامات-۵-سمیالآدید → پرولین (γ-گلوتامیل کیناز)                                                          |
| فنیل آلانین §                                                                                                 | Ph-CH 2 -                          | Phosphoenolpyruvate → 2-keto-3-deoxy arabino heptulosonate-7-phosphate → Chorismate → Phenylalanine                       |
| تریپتوفان §                                                                                                   | Ph-NH-CH = C-CH 2 -                | Phosphoenolpyruvate → 2-keto-3-deoxy arabino heptulosonate-7-phosphate → Chorismate → تریپتوفان                           |
| تیروزین | HO-Ph-CH 2 -                       | فنیل آلانین → تیروزین (فنیل آلانین هیدروکسیلاز)                                                                           |
| سرین | HO-CH 2 -                          | ۳-فسفوگلیسرات → ۳-فسفوهیدروکسی پیوروات (۳-فسفوگلیسرات دهیدروژناز) → ۳-فسفوسرین (آمینوترانسفراز) → سرین (فسفوسرین فسفاتاز) |
| ترئونین § | CH 3 -CH (OH) -                    | آسپارتات → β-آسپارتات-نیمه آلدئید → هموسرین ine ترئونین                                                                   |
| سیستئین | HS-CH 2 -                          | سرین → سیستاتیونین → α-کتو بوتیرات → سیستئین                                                                              |
| آسپاراژین | H 2 N-CO-CH 2 -                    | آسپارتیک اسید → آسپاراژین (آسپاراژین سنتتاز)                                                                              |
| گلوتامین | H 2 N-CO- (CH 2) 2 -               | اسید گلوتامیک → گلوتامین (گلوتامین سنتتاز)                                                                                |
| آرژنین | + H 2 N = C (NH 2) -NH- (CH 2) 3 - | گلوتامات → گلوتامات-۵-نیمه آلدئید (γ-گلوتامیل کیناز) → آرژنین                                                             |
| هیستیدین § | NH-CH = N-CH = C-CH 2 -            | گلوکز → گلوکز-۶-فسفات → ریبوز-۵-فسفات → هیستیدین                                                                          |
| لیزین § | + H 3 N- (CH 2) 4 -                | آسپارتات → β-آسپارتات-نیمه آلدئید → هموسرین + لیزین                                                                       |
| آسپارتیک اسد                                                                                                  | - OOC-CH 2 -                       | اسید اگزالو استات (آسین ) (آمینوترانسفراز)                                                                                |
| اسید گلوتامیک                                                                                                 | - OOC- (CH 2) 2 -                  | α-ketoglutarate → اسید گلوتامیک (آمینوترانسفراز)                                                                          |
| ‡ در شرایط فیزیولوژیکی نشان داده شده‌است. * مجتمع‌هایی که کج شده‌اند، آنزیم هستند . § نمی‌توان در انسان سنتز کرد. |                                    | |

### سنتز پلی پپتید

#### رونویسی

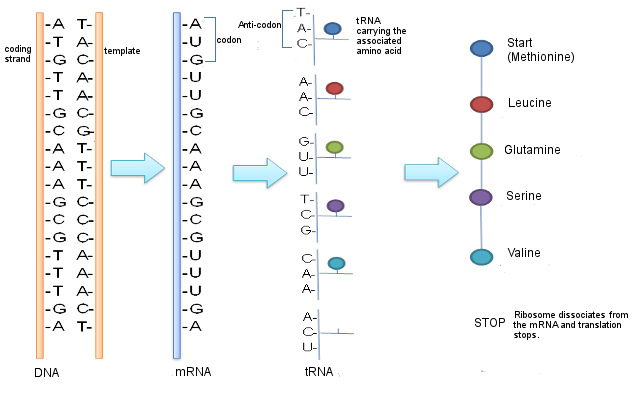
DNA به mRNA رونویسی می‌شود که به اسیدهای آمینه ترجمه می‌شود.

در رونویسی، RNA پلیمراز یک رشته DNA را خوانده و یک رشته mRNA تولید می‌کند که می‌تواند بیشتر ترجمه شود. برای شروع رونویسی، بخش DNA ای که باید رونویسی شود باید قابل دسترسی باشد (یعنی نمی‌توان آن را محکم بسته‌بندی کرد). هنگامی که بخش DNA قابل دسترسی است، RNA پلیمراز می‌تواند با جفت سازی نوکلئوتیدهای RNA به رشته DNA الگو، رشته DNA کد کننده را رونویسی کند. در طی مرحله رونویسی اولیه، RNA پلیمراز به دنبال یک ناحیه پروموتر در رشته الگوی DNA است. هنگامی که RNA پلیمراز به این منطقه متصل شد، شروع به "خواندن" رشته DNA الگو در جهت ۳ "تا ۵" می‌کند. RNA پلیمراز پایه‌های RNA را به عنوان مکمل رشته DNA الگو متصل می‌کند (از اوراسیل به جای تیمین استفاده خواهد شد). بازهای نوکلئوتیدی جدید به صورت کووالانسی به یکدیگر پیوند می‌خورند. بازهای جدید سرانجام از پایه‌های DNA جدا شده اما به یکدیگر متصل شده و رشته جدید mRNA را تشکیل می‌دهند. این رشته mRNA در جهت ۵ 'تا ۳' سنتز می‌شود. هنگامی که RNA به یک توالی پایان دهنده رسید، از رشته الگو DNA جدا شده و توالی mRNA را نیز خاتمه می‌دهد.
رونویسی از طریق عوامل رونویسی در سلول تنظیم می‌شود. فاکتورهای رونویسی پروتئین‌هایی هستند که به رشته‌های نظارتی در رشته DNA مانند مناطق پروموتر یا مناطق اپراتور متصل می‌شوند. پروتئین‌های متصل به این مناطق می‌توانند مستقیماً متوقف شوند یا به RNA پلیمراز اجازه دهند رشته DNA را بخواند یا می‌تواند به سایر پروتئین‌ها متوقف یا اجازه خواندن RNA پلیمراز را بدهد.

#### ترجمه

تشکیل دیپپتید از طریق پیوند پپتیدی.

در حین ترجمه، ریبوزوم‌ها توالی mRNA (RNA پیام رسان) را به یک توالی اسید آمینه تبدیل می‌کنند. هر بخش mRNA به طول ۳ جفت باز یک کدون است که مربوط به یک اسید آمینه یا سیگنال توقف است. اسیدهای آمینه می‌توانند چندین کدون متناسب با آنها داشته باشند. ریبوزوم‌ها اسیدهای آمینه را به کدون‌های mRNA متصل نمی‌کنند. آنها همچنین باید از tRNAها (انتقال RNA) استفاده کنند. RNAهای انتقال دهنده می‌توانند به اسیدهای آمینه متصل شده و حاوی یک ضد کدون باشند که می‌تواند هیدروژن به کدون mRNA متصل شود. روند اتصال یک اسید آمینه به tRNA به عنوان شارژ tRNA شناخته می‌شود. در اینجا، آنزیم آمینواسیل-tRNA-سنتتاز دو واکنش را کاتالیز می‌کند. در مولکول اول، یک مولکول AMP (شکسته شده از ATP) به اسید آمینه متصل می‌شود. واکنش دوم باعث شکاف آمینوآسیل-AMP تولید انرژی برای اتصال اسید آمینه به مولکول tRNA می‌شود.
ریبوزوم‌ها دو زیر واحد دارند، یکی بزرگ و دیگری کوچک. این زیر واحدها رشته mRNA را احاطه می‌کنند. زیر واحد بزرگتر شامل سه محل اتصال است: A (آمینواسیل)، P (پپتیدیل) و E (خروجی). پس از شروع ترجمه (که در پروکاریوت‌ها و یوکاریوت‌ها متفاوت است)، ریبوزوم وارد دوره طویل شدن می‌شود که یک چرخه تکراری را دنبال می‌کند. ابتدا یک tRNA با اسید آمینه صحیح وارد سایت A می‌شود. ریبوزوم پپتید را از tRNA در سایت P به اسید آمینه جدید موجود در tRNA در سایت A منتقل می‌کند. tRNA از سایت P به سایت E منتقل می‌شود و در آنجا خارج می‌شود. این به‌طور مداوم رخ می‌دهد تا زمانی که ریبوزوم به کدون توقف برسد یا سیگنال متوقف شدن را دریافت کند. پیوند پپتیدی بین آمینو اسید متصل به tRNA در سایت P و آمینو اسید متصل به tRNA در محل A ایجاد می‌شود. تشکیل پیوند پپتیدی به ورودی انرژی نیاز دارد. دو مولکول واکنش دهنده عبارتند از گروه آمینو آلفا یک اسید آمینه و گروه آلفا کاربوکسیل اسیدهای آمینه دیگر. محصول جانبی این تشکیل پیوند، آزاد شدن آب است (گروه آمینو پروتون اهدا می‌کند در حالی که گروه کربوکسیل هیدروکسیل اهدا می‌کند).
miRNAها (microRNAها) می‌توانند ترجمه را کم تنظیم کنند. این رشته‌های RNA می‌توانند رشته‌های mRNA را که مکمل یکدیگر هستند جدا کنند و بنابراین ترجمه را متوقف می‌کنند. ترجمه همچنین می‌تواند از طریق پروتئین‌های کمکی تنظیم شود. به عنوان مثال، پروتئینی به نام فاکتور ۲ شروع یوکاریوتی (eIF-2) می‌تواند با شروع ترجمه به زیر واحد کوچکتر ریبوزوم متصل شود. وقتی elF-2 فسفریله شود، نمی‌تواند به ریبوزوم متصل شود و ترجمه متوقف می‌شود.

#### تغییرات پس از ترجمه

متیلاسیون لیزین (اسید آمینه)

هنگامی که زنجیره پپتید سنتز شد، هنوز هم باید اصلاح شود. اصلاحات پس از ترجمه می‌تواند قبل از تاشو پروتئین یا بعد از آن اتفاق بیفتد. روش‌های بیولوژیکی متداول اصلاح زنجیره‌های پپتیدی پس از ترجمه شامل متیلاسیون، فسفوریلاسیون و تشکیل پیوند دی سولفید است. متیلاسیون اغلب در آرژنین یا لیزین اتفاق می‌افتد و شامل افزودن یک گروه متیل به یک نیتروژن است (جایگزین هیدروژن). گروه‌های R موجود در این اسیدهای آمینه تا زمانی که پیوندهای با نیتروژن از ۴ بیشتر نباشد، می‌توانند چندین بار متیله شوند. متیلاسیون توانایی این اسیدهای آمینه را در ایجاد پیوندهای هیدروژنی کاهش می‌دهد بنابراین آرژنین و لیزین که متیله می‌شوند خواص متفاوت از نمونه‌های استاندارد خود دارند. فسفوریلاسیون اغلب در سرین، ترئونین و تیروزین اتفاق می‌افتد و شامل جایگزینی هیدروژن روی گروه الکل در انتهای گروه R با یک گروه فسفات است. این یک بار منفی بر گروه‌های R می‌افزاید و بنابراین رفتار اسیدهای آمینه را در مقایسه با نمونه‌های استاندارد خود تغییر می‌دهد. تشکیل پیوند دی سولفید ایجاد پل‌های دی سولفید (پیوندهای کووالانسی) بین دو اسید آمینه سیستئین در یک زنجیره است که باعث ایجاد ثبات در ساختار چین خورده می‌شود.

#### در هم پیچیدن پروتئین
یک زنجیره پلی پپتیدی در سلول لازم نیست خطی بماند. می‌تواند شاخه شود یا خودش را جمع کند. بسته به محلول موجود در آن، زنجیره‌های پلی پپتیدی به روشی خاص جمع می‌شوند. این واقعیت که همه اسیدهای آمینه حاوی گروه‌های R با خواص متفاوت هستند دلیل اصلی چین خوردن پروتئین‌ها است. در یک آب‌دوست محیط زیست مانند سیتوزول از آبگریز اسیدهای آمینه در هسته از کنسانتره پروتئین، در حالی که اسیدهای آمینه آب دوست خواهد در قسمت بیرونی باشد. این از نظر انتروپیک مطلوب است زیرا مولکولهای آب می‌توانند بسیار آزادتر از اسیدهای آمینه آب دوست حرکت کنند. در یک محیط آبگریز، اسیدهای آمینه آب دوست در هسته پروتئین متمرکز می‌شوند، در حالی که اسیدهای آمینه آب دوست در قسمت خارجی قرار دارند. از آنجا که فعل و انفعالات جدید بین اسیدهای آمینه آب دوست نسبت به فعل و انفعالات آب دوست - آب دوست قوی تر است، از نظر آنتالپی مطلوب است. وقتی زنجیره پلی پپتیدی کاملاً تا شد، به آن پروتئین گفته می‌شود. غالباً بسیاری از زیر واحدها با هم ترکیب می‌شوند و یک پروتئین کاملاً کاربردی ایجاد می‌کنند، اگرچه پروتئین‌های فیزیولوژیکی وجود دارند که فقط حاوی یک زنجیره پلی پپتیدی هستند. پروتئین‌ها همچنین ممکن است مولکول‌های دیگری مانند گروه هم در هموگلوبین داشته باشند، پروتئینی که مسئول حمل اکسیژن در خون است.

## تجزیه پروتئین
کاتابولیسم پروتئین فرایندی است که در آن پروتئین‌ها به اسیدهای آمینه تجزیه می‌شوند. به این پروتئولیز نیز گفته می‌شود و می‌تواند با تخریب بیشتر اسید آمینه همراه باشد.

### کاتابولیسم پروتئین از طریق آنزیم‌ها

#### پروتئازها
در ابتدا تصور می‌شد که فقط واکنشهای آنزیمی را مختل می‌کند، پروتئازها (همچنین به عنوان پپتیدازها شناخته می‌شوند) در واقع به پروتئین‌های کاتابولیزه از طریق شکاف و ایجاد پروتئین‌های جدید که قبلاً وجود نداشته‌اند کمک می‌کنند. پروتئازها همچنین به تنظیم مسیرهای متابولیک کمک می کنند. یکی از روش‌های انجام این کار، تجزیه آنزیم‌ها در مسیرهایی است که نیازی به راه اندازی ندارند (یعنی گلوکونئوژنز در زمانی که غلظت گلوکز خون زیاد باشد). این امر به صرفه جویی در مصرف هرچه بیشتر انرژی و جلوگیری از چرخه‌های بیهوده کمک می‌کند. چرخه‌های بیهوده زمانی اتفاق می‌افتد که مسیرهای کاتابولیک و آنابولیک هر دو در یک زمان مؤثر بوده و برای واکنش یکسانی سرعت داشته باشند. از آنجا که واسطه‌های ایجاد شده مصرف می‌شوند، بدن هیچ سود خالصی کسب نمی‌کند. انرژی از طریق چرخه‌های بیهوده از بین می‌رود. پروتئازها با تغییر میزان یکی از مسیرها از بروز این چرخه جلوگیری می‌کنند یا با شکاف یک آنزیم کلیدی، می‌توانند یکی از مسیرها را متوقف کنند. پروتئازها هنگام اتصال به سوبسترا نیز غیر اختصاصی هستند و باعث ایجاد تنوع زیادی در داخل سلول‌ها و سایر پروتئین‌ها می‌شوند، زیرا می‌توان آنها را به راحتی و به روش کارآمد انرژی تجزیه کرد.

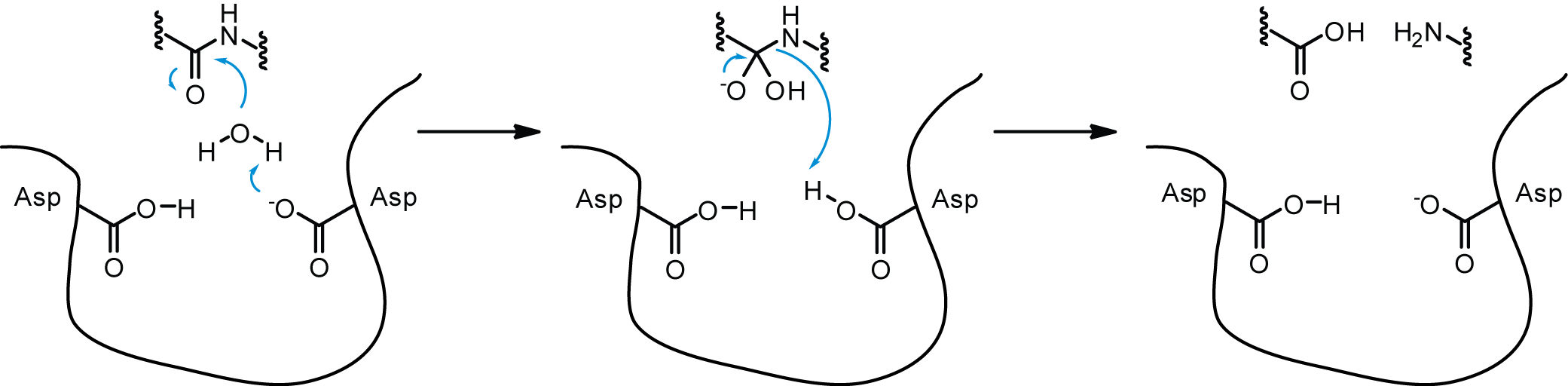
مکانیزم احتمالی برای تجزیه پیوند پپتید در پروتئین آزپارتیل. فقط پیوند پپتید و سایت فعال نشان داده شده‌است.

از آنجا که بسیاری از پروتئازها غیر اختصاصی هستند، در سلول بسیار تنظیم می‌شوند. بدون تنظیم، پروتئازها بسیاری از پروتئین‌های ضروری را برای فرایندهای فیزیولوژیکی از بین می‌برند. یکی از راه‌های تنظیم پروتئاز در بدن، بازدارنده‌های پروتئاز است. مهارکننده‌های پروتئاز می‌توانند پروتئین‌های دیگر، پپتیدهای کوچک یا مولکول‌ها باشند. دو نوع مهار کننده پروتئاز وجود دارد: برگشت‌پذیر و غیرقابل برگشت. مهارکننده‌های پروتئاز برگشت‌پذیر با پروتئاز که عملکرد آن را محدود می‌کند فعل و انفعالات غیر کووالانسی ایجاد می‌کنند. آنها می‌توانند بازدارنده‌های رقابتی، بازدارنده‌های غیررقابتی و بازدارنده‌های غیررقابتی باشند. بازدارنده‌های رقابتی برای اتصال به محل فعال پروتئاز با پپتید رقابت می‌کنند. بازدارنده‌های غیررقابتی در حالی که پپتید متصل است به پروتئاز متصل می‌شوند اما اجازه نمی‌دهند پروتئاز پیوند پپتید را شکافت. بازدارنده‌های غیررقابتی می‌توانند هر دو را انجام دهند. بازدارنده‌های غیرقابل برگشت پروتئاز به طور کووالانسی سایت فعال پروتئاز را اصلاح می‌کنند بنابراین نمی‌تواند پپتیدها را شکافته کند.

##### اگزوپپتیدازها
اگزوپپتیدازها آنزیم‌هایی هستند که می‌توانند انتهای یک زنجیره جانبی اسید آمینه را بیشتر از طریق افزودن آب جدا کنند. آنزیم‌های اگزوپپتیداز در روده کوچک وجود دارد. این آنزیم‌ها دو کلاس دارند: آمینوپپتیدازها یک آنزیم حاشیه قلم مو و کربوکسی پپتیدازها از لوزالمعده هستند. آمینوپپتیدازها آنزیم‌هایی هستند که اسیدهای آمینه را از انتهای آمینه پروتئین حذف می‌کنند. آنها در تمام شکل‌های زندگی وجود دارند و برای بقا بسیار مهم هستند، زیرا آنها بسیاری از کارهای سلولی را برای حفظ ثبات انجام می‌دهند. این شکل از پپتیداز یک متالوآنزیم روی است و توسط آنالوگ حالت گذار مهار می‌شود. این آنالوگ شبیه حالت گذار واقعی است، بنابراین می‌تواند باعث شود آنزیم به جای حالت گذار واقعی به آن متصل شود، بنابراین از اتصال بستر جلوگیری کرده و سرعت واکنش را کاهش می‌دهد. کربوکسی پپتیدازها در انتهای کربوکسیل پروتئین شکسته می‌شوند. اگرچه آنها می‌توانند پروتئین‌ها را کاتابولیزه کنند، اما بیشتر آنها در اصلاحات پس از رونویسی استفاده می‌شود.

##### اندوپپتیدازها
اندوپپتیدازها آنزیم‌هایی هستند که به یک پیوند پپتیدی داخلی در یک زنجیره پپتیدی آب اضافه می‌کنند و آن پیوند را می‌شکند. سه اندوپپتیداز رایج که از لوزالمعده به وجود می‌آیند عبارتند از پپسین، تریپسین و کیموتریپسین. کیموتریپسین یک واکنش هیدرولیز انجام می‌دهد که پس از باقی مانده های معطر شکسته می‌شود. آمینو اسیدهای اصلی درگیر سرین، هیستیدین و اسید اسپارتیک هستند. همه آنها در شکاف پیوند پپتیدی نقش دارند. این سه اسید آمینه به عنوان سه‌گانه کاتالیزوری شناخته می‌شوند که به این معنی است که این سه مورد باید همه وجود داشته باشند تا به درستی کار کنند. تریپسین پس از مدت طولانی باقی مانده با بار مثبت شکاف می‌خورد و دارای یک جیب اتصال با بار منفی در جایگاه فعال است. هر دو به عنوان زیموژن تولید می‌شوند، به این معنی که در ابتدا در حالت غیرفعال خود یافت می‌شوند و پس از تجزیه در اثر واکنش هیدرولیز، فعال می‌شوند. فعل و انفعالات غیر کووالانسی مانند پیوند هیدروژنی بین ستون فقرات پپتیدی و سه‌گانه کاتالیزوری به افزایش سرعت واکنش کمک می‌کند، به این پپتیدازها اجازه می‌دهد تا بسیاری از پپتیدها را به‌طور کارآمد جدا کنند.

### کاتابولیسم پروتئین از طریق تغییرات محیطی

#### PH
پروتئین‌های سلولی به منظور جلوگیری از تغییر در حالت پروتئونی اسیدهای آمینه، در pH نسبتاً ثابت نگه داشته می‌شوند. اگر PH کاهش یابد، اگر pka گروه‌های R آنها بالاتر از PH جدید باشد، برخی از آمینو اسیدهای موجود در زنجیره پلی پپتیدی می‌توانند پروتون شوند. پروتون می‌تواند شارژ این گروه‌های R را تغییر دهد. در صورت بالا رفتن PH، برخی از آمینو اسیدهای موجود در زنجیره می‌توانند پروتئین زدایی شوند (اگر pka گروه R کمتر از PH جدید باشد). این نیز شارژ گروه R را تغییر می‌دهد. از آنجا که بسیاری از آمینو اسیدها بر اساس جاذبه الکترواستاتیک با سایر اسیدهای آمینه تداخل می‌کنند، تغییر بار می‌تواند این فعل و انفعالات را از بین ببرد. از دست دادن این فعل و انفعالات ساختار پروتئین‌ها را تغییر می‌دهد، اما مهمتر از همه عملکرد پروتئین‌ها را تغییر می‌دهد، که می‌تواند مفید یا مضر باشد. یک تغییر قابل توجه در PH حتی ممکن است بسیاری از فعل و انفعالات آمینو اسیدها را ایجاد کرده و پروتئین را تکامل بخشد (از بین می‌برد).

#### درجه حرارت
با افزایش دما در محیط، مولکول‌ها سریعتر حرکت می‌کنند. پیوندهای هیدروژنی و فعل و انفعالات آبگریز از نیروهای مهم تثبیت کننده در پروتئین‌ها هستند. اگر دما افزایش یابد و مولکول‌های حاوی این فعل و انفعالات بیش از حد سریع حرکت کنند، فعل و انفعالات به خطر می‌افتند یا حتی از بین می‌روند. در دماهای بالا، این فعل و انفعالات نمی‌توانند تشکیل شوند، و یک پروتئین عملکردی از بدن خارج می‌شود. با این وجود، به دو عامل متکی است. نوع پروتئین مورد استفاده و مقدار گرمای استفاده شده. مقدار گرمای اعمال شده تعیین می‌کند که آیا این تغییر در پروتئین دائمی است یا اینکه می‌تواند به شکل اصلی خود برگردد.